# CTNNBIP1
Protein tương tác beta-catenin 1 (tiếng Anh: Beta-catenin-interacting protein 1) là protein ở người được mã hóa bởi gen CTNNBIP1.

## Chức năng
Protein mã hóa bởi gen này liên kết với CTNNB1 và ngăn chặn tương tác giữa CTNNB1 và những thành viên thuộc họ TCF (yếu tố phiên mã tế bào T, T-cell transcription factor). Đây cũng là một yếu tố âm tính thuộc con đường tín hiệu Wnt.